# ویکتور کریستینسن
ویکتور کریستینسن (انگلیسی: Victor Kristiansen؛ زادهٔ ۱۶ دسامبر ۲۰۰۲) بازیکن فوتبال اهل دانمارک است.
از باشگاه‌هایی که در آن بازی کرده‌است می‌توان به باشگاه فوتبال کپنهاگن، باشگاه فوتبال لستر سیتی، و باشگاه فوتبال بولونیا اشاره کرد.
وی همچنین در تیم‌های ملی فوتبال زیر ۲۱ سال دانمارک و دانمارک بازی کرده‌است.